# Jakub Szydłowiecki (starszy)
Jakub Szydłowiecki z Odrowążów (ur. II połowa XIV wieku, zm. między 1433 a 1436) – polski możnowładca, protoplasta rodu Szydłowieckich, rycerz herbu Odrowąż, współdziedzic Szydłowca.

## Służba
Jakub Odrowąż Szydłowiecki, biorąc udział w bitwie pod Grunwaldem, zdobył sobie sławę „dzielnego rycerza”. Służył on najprawdopodobniej w krakowskiej chorągwi nadwornej, a więc w osobistej straży króla Władysława Jagiełły. Tę chorągiew prowadził Jakub ze Sprowy herbu Odrowąż, krewny Jakuba Szydłowieckiego.
W latach 1412 – 1423 był dworzaninem biskupa Wojciecha Jastrzębca.
Pierwsi Szydłowieccy prawdopodobnie zajmowali dwa, oddzielnie stojące, dwory, mimo iż nigdy nie przeprowadzili podziału miasta, ani okolicznych dóbr, którymi zarządzał Sławko – brat Jakuba, gdyż Jakub, będąc dworzaninem biskupa krakowskiego, nie był zbyt częstym gościem w Szydłowcu. Po zakończeniu służby Jakub najprawdopodobniej zamieszkał w grodzie położonym nieopodal osady, w rozlewiskach rzeki Korzeniówki.

## Działalność

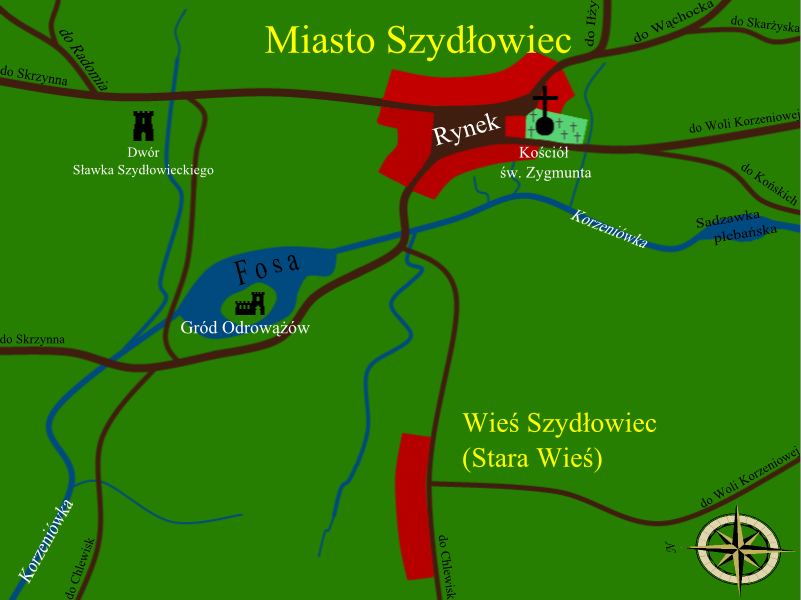
Plan Szydłowca z czasów Jakuba

Pierwszymi Odrowążami, używającymi nazwiska Szydłowiecki, byli najprawdopodobniej bracia Jakub i Sławko. Najstarsza wzmianka o nich pojawiła się w dokumencie z 1 stycznia 1401, w którym określeni zostali jako „Bracia i Dziedzice z Szydłowca”.
Jakub wraz z bratem, w 1401 roku, ufundowali parafię i drewniany kościół pod wezwaniem św. Zygmunta. Ufundowany kościół parafialny uposażyli czterema łanami ziemi, stawem rybnym, łąką, lasem z barciami, dwiema karczmami oraz dziesięcinami z pięciu wsi, w tym Szydłowca.
8 lutego 1427 Jakub i Sławko określili prawa i obowiązki mieszczan szydłowieckich na wzór Sandomierza. Mieszczanie mieli płacić na rzecz właścicieli miasta po groszu od domu, tyle samo od warzenia i szynkowania piwa i po 2 grosze od każdego ogrodu. Rzemieślnicy musieli dawać po groszu od warsztatu, natomiast sukiennicy od folowania i ram sukiennych. Mieszczanie mieli także obowiązek płacenia dziedzicom po 6 denarów od każdej grzywny szosu oraz w razie wojny stawiania konia wartości 3 grzywien. W zamian za to otrzymali las Karwa, leżący za sadzawką plebańską oraz dąbrowę i inne nieużytki w celu wykorzystania na pastwiska. Zezwolono im także na wybór dwóch rajców; dalszych dwóch wyznaczali właściciele miasta.
W 1433 wspólnie nadali szydłowieckiej parafii kolejne pięć karczem położonych w Szydłowcu, a ponadto z dziesięciu własnych przeznaczyli po groszu na rzecz kościoła. Ofiarowali również część lasu z pasieką oraz grunta leżące między rzeką Korzeniówką a Wolą Szydłowiecką.

## Posiadłości
Jakub Szydłowiecki był spadkobiercą szydłowieckiego klucza dóbr rodu  Odrowążów, w skład którego wchodziły następujące miejscowości: Nowy Szydłowiec, Stary Szydłowiec, Ciechostowice, Szydłówek, Wola Korzeniowa, Grabowa, Dziurów, Pogorzałe, Chlewiska, Skarżysko Książęce i Prędocinek.
Oprócz dóbr szydłowieckich, Jakub posiadał także wieś Dęba, którą w 1414 zastawił na sześć lat Stanisławowi Mazurowi z Łaźniewa.
Do 1412 Szydłowcem zarządzali Jakub, Sławko i Małgorzata. W 1413 bracia odkupili od swojej siostry Małgorzaty, żony Piotra z Tułkowic, jej dziedziczną część Szydłowca. Po śmierci Sławka, Szydłowiec przeszedł na własność Jakuba, po którym dobra odziedziczyli jego synowie.

## Genealogia
Jakub Szydłowiecki był synem nieznanego z imienia Odrowąża oraz bratem Sławka i Małgorzaty.
Ożenił się z krewną biskupa Wojciecha Jastrzębca, z którego to związku urodziło się trzech synów i dziewięć córek. Jedna miała na imię Barbara, natomiast imiona pozostałych córek są nieznane. Najstarszym synem był Stanisław, drugim z rzędu Piotr, a trzecim Mikołaj.
Śmierć Jakuba Szydłowieckiego nastąpiła po bracie Sławku, pomiędzy 1433 a 1436. W 1433 bracia wystawili dokument dla kościoła w Szydłowcu, natomiast w 1436 król Władysław Warneńczyk, nadając miastu prawo organizowania corocznego jarmarku na św. Zygmunta, uczynił to na prośbę synów Jakuba – braci: Piotra, Stanisława i Mikołaja Szydłowieckich.
|  |  |                      |                      |                      |                      |                      |                      |  |  |                                                       |                                                       |                                                       |                                                       |                                                       |                                                       |  |  | N Odrowąż              |                        |                        |                        |                        |                        |  |  |                                |                                |                                |                                |                                |                                |  |  |                              |                              |                              |                              |                              |                              |  |  |  |  |  |  |  |  |  |  |  |  |  |  |  |  |
|  |  |                      |                      |                      |                      |                      |                      |  |  |                                                       |                                                       |                                                       |                                                       |                                                       |                                                       |  |  |                        |                        |                        |                        |                        |                        |  |  |                                |                                |                                |                                |                                |                                |  |  |                              |                              |                              |                              |                              |                              |  |  |  |  |  |  |  |  |  |  |  |  |  |  |  |  |
|  |  |                      |                      |                      |                      |                      |                      |  |  |                                                       |                                                       |                                                       |                                                       |                                                       |                                                       |  |  |                        |                        |                        |                        |                        |                        |  |  |                                |                                |                                |                                |                                |                                |  |  |                              |                              |                              |                              |                              |                              |  |  |  |  |  |  |  |  |  |  |  |  |  |  |  |  |
|  |  |                      |                      |                      |                      |                      |                      |  |  | Jakub Szydłowiecki ≈ nieznana z imienia Jastrzębcówna | Jakub Szydłowiecki ≈ nieznana z imienia Jastrzębcówna | Jakub Szydłowiecki ≈ nieznana z imienia Jastrzębcówna | Jakub Szydłowiecki ≈ nieznana z imienia Jastrzębcówna | Jakub Szydłowiecki ≈ nieznana z imienia Jastrzębcówna | Jakub Szydłowiecki ≈ nieznana z imienia Jastrzębcówna |  |  | Małgorzata Odrowąż     | Małgorzata Odrowąż     | Małgorzata Odrowąż     | Małgorzata Odrowąż     | Małgorzata Odrowąż     | Małgorzata Odrowąż     |  |  | Sławko Szydłowiecki – duchowny | Sławko Szydłowiecki – duchowny | Sławko Szydłowiecki – duchowny | Sławko Szydłowiecki – duchowny | Sławko Szydłowiecki – duchowny | Sławko Szydłowiecki – duchowny |  |  |                              |                              |                              |                              |                              |                              |  |  |  |  |  |  |  |  |  |  |  |  |  |  |  |  |
|  |  |                      |                      |                      |                      |                      |                      |  |  | Jakub Szydłowiecki ≈ nieznana z imienia Jastrzębcówna | Jakub Szydłowiecki ≈ nieznana z imienia Jastrzębcówna | Jakub Szydłowiecki ≈ nieznana z imienia Jastrzębcówna | Jakub Szydłowiecki ≈ nieznana z imienia Jastrzębcówna | Jakub Szydłowiecki ≈ nieznana z imienia Jastrzębcówna | Jakub Szydłowiecki ≈ nieznana z imienia Jastrzębcówna |  |  | Małgorzata Odrowąż     | Małgorzata Odrowąż     | Małgorzata Odrowąż     | Małgorzata Odrowąż     | Małgorzata Odrowąż     | Małgorzata Odrowąż     |  |  | Sławko Szydłowiecki – duchowny | Sławko Szydłowiecki – duchowny | Sławko Szydłowiecki – duchowny | Sławko Szydłowiecki – duchowny | Sławko Szydłowiecki – duchowny | Sławko Szydłowiecki – duchowny |  |  |                              |                              |                              |                              |                              |                              |  |  |  |  |  |  |  |  |  |  |  |  |  |  |  |  |
|  |  |                      |                      |                      |                      |                      |                      |  |  |                                                       |                                                       |                                                       |                                                       |                                                       |                                                       |  |  |                        |                        |                        |                        |                        |                        |  |  |                                |                                |                                |                                |                                |                                |  |  |                              |                              |                              |                              |                              |                              |  |  |  |  |  |  |  |  |  |  |  |  |  |  |  |  |
|  |  | Mikołaj Szydłowiecki | Mikołaj Szydłowiecki | Mikołaj Szydłowiecki | Mikołaj Szydłowiecki | Mikołaj Szydłowiecki | Mikołaj Szydłowiecki |  |  | Piotr Szydłowiecki                                    | Piotr Szydłowiecki                                    | Piotr Szydłowiecki                                    | Piotr Szydłowiecki                                    | Piotr Szydłowiecki                                    | Piotr Szydłowiecki                                    |  |  | Stanisław Szydłowiecki | Stanisław Szydłowiecki | Stanisław Szydłowiecki | Stanisław Szydłowiecki | Stanisław Szydłowiecki | Stanisław Szydłowiecki |  |  | Barbara Szydłowiecka           | Barbara Szydłowiecka           | Barbara Szydłowiecka           | Barbara Szydłowiecka           | Barbara Szydłowiecka           | Barbara Szydłowiecka           |  |  | 8 nieznanych z imienia córek | 8 nieznanych z imienia córek | 8 nieznanych z imienia córek | 8 nieznanych z imienia córek | 8 nieznanych z imienia córek | 8 nieznanych z imienia córek |  |  |  |  |  |  |  |  |  |  |  |  |  |  |  |  |